# Marquesat de Rupit

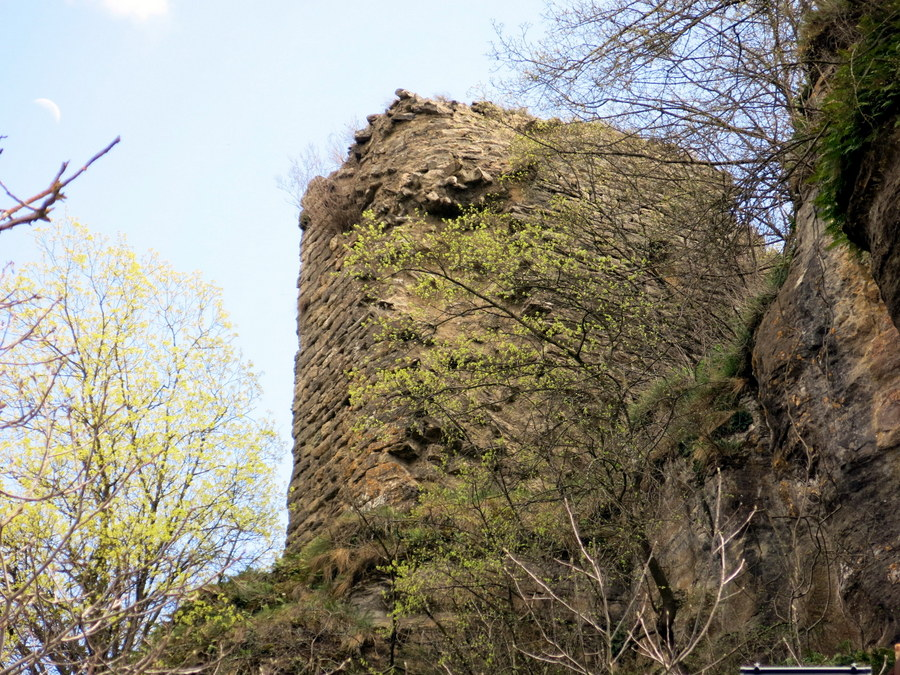
Castell de Rupit

El Marquesat de Rupit és un títol nobiliari creat el 25 de gener de 1681 pel rei Carles II a favor de Francesc Antoni de Bournonville i de Perapertusa, vescomte de Jóc i senyor de les baronies de Rupit i Fornils. La seva denominació fa referència al castell de Rupit a la comarca d'Osona.

## Marquesos de Rupit[2]
|                       | Titular                                          | Període               |
| Creació per Carles II | Creació per Carles II                            | Creació per Carles II |
| --------------------- | ------------------------------------------------ | --------------------- |
| I                     | Francesc Antoni de Bournonville i de Perapertusa | 1681-1726             |
| II                    | Francisco Salvador de Bournonville i Eril        | 1726-1751             |
| III                   | Maria Ignàsia de Bournonville i Eril             | 1751-1707             |
| IV                    | Pablo Abarca de Bolea y Pons de Mendoza          | 1707-1798             |
| V                     | José Rafael Fernández de Híjar y Silva           | 1851-1863             |
| VI                    | Cayetano de Silva y Fernández de Córdoba         | 1863-1865             |
| VII                   | Agustín de Silva y Bernuy                        | 1865-1872             |
| VIII                  | Jaime de Silva y Campbell                        | 1872- ?               |
| IX                    | Jaime de Silva y Mitjans                         | 1921-1976             |
| X                     | Jaime de Silva y Agrela                          | 1976-1977             |
| XI                    | Fabiola de Silva y Mora                          | 1977-actual titular   |

## Història dels Marquesos de Rupit[3][4]
- Francesc Antoni de Bournonville (1660-1726), I marquès de Rupit. Li va succeir el seu fill:

- Francesc Salvador de Bournonville (1684-1751), II marquès de Rupit. Li va succeir la seva neboda:

- Maria Ignàsia de Bournonville i Eril (1682-1705), III marquesa de Rupit.

-Va ser la seva filla Maria Josepa Ponts de Mendoza i de Bornounville-Eril, II comtessa de Robres, baronessa de Sangarrén, que va casar amb Buenaventura Pedro d'Alcántara Abarca de Bolea i Bermúdez de Castro, II duc d'Almassà, IX comte d'Aranda, IV marquès de les Torres. Van ser pares de: 
- Pedro Pablo Abarca de Bolea y Pons de Mendoza (1719-1798), IV marquès de Rupit, III duc de Almazán, X comte d'Aranda, V marquès de les Torres, V marquès de Villamant, IV comte de Castellflorit, VI vescomte de Joch, XII vescomte de Rueda, XI vescomte de Biota, XIX baró de Gavín, XI baró de Trasmor etc..

1. Va casar amb Ana María del Pilar Fernández de Híjar i Portocarrero, filla d'Isidro Francisco Fernández de Híjar i Portugal Silva, VII duc d'Híxar, VII duc d'Aliaga, VII duc de Lécera, IV marquès de Orani, etc..i de Prudenciana Portocarrero i Funes de Villalpando.
2. Va casar amb María del Pilar de Silva i Fernández de Híjar. El va succeir el seu renebot:

- José Rafael Fadrique de Silva Fernández de Híjar i Palafox (1776-1863), V marquès de Rupit, XII duc d'Aliaga, XII duc d'Híxar, XII duc de Lécera, VII duc de Almazán, VIII duc de Bournonville, IX marquès de Orani, marquès d'Almenara, XVI marquès de Montesclaros, XIII comte de Palma del Río, XVIII comte de Belchite, XVII comte de Salines, XVIII comte de Ribadeo, XII comte de Vallfogona, XI comte de Guimerá, XII comte d'Aranda, XII comte de Castellflorit, IX marquès de Torres d'Aragó, IX marquès de Vilanant, vescomte de Alquerforadat, XX vescomte de Ebol. Sumiller de Corps dels Reis Ferran VII i Isabel II.

1. Va casar amb Juana Nepomucena Fernández de Còrdova Villarroel i Spínola de la Truja, VIII comtessa de Salvatierra, VII marquesa del Sobroso, marquesa de Loriana, marquesa de Baides, X marquesa de Jódar, marquesa de la Pobla, marquesa de Villoria, marquesa de Valero, VII marquesa de San Vicente del Barco, VII marquesa de Fuentehoyuelo, vescomtessa de Villatoquite, filla de José Fernández de Còrdova Sarment de Sotomayor, VII comte de Salvatierra. Li va succeir el seu fill primogènit Cayetano:

- Cayetano de Silva i Fernández de Còrdova (1805-1865), VI marquès de Rupit, XIII duc d'Híxar, XIII duc de Lécera, IX duc de Bournonville, VIII duc d'Almassà, XIV marquès d'Almenara, XIX comte de Ribadeo, XVIII comte de Salines, XIII comte de Vallfogona, X marquès de Orani, X marquès de Vilanant, XIII comte d'Aranda, XI marquès de Jódar, vescomte de Alquerforadat, XXI vescomte de Ebol.

1. Va casar amb María Soledad Bernuy i Valda, filla d'Ana Agapita de Valda i Reigeiro, IX marquesa de Valparaíso, marquesa d'Albudeite. Li va succeir el seu fill:

- Agustín de Silva i Bernuy (1826-1872) VII marquès de Rupit, XIV duc d'Híxar, XIV duc de Lécera, X duc de Bournonville, XIV comte d'Aranda, VIII comte de Salvatierra, XIX comte de Salines, XX comte de Ribadeo, marquès d'Almenara, XIII comte de Castellflorit, VIII marquès de San Vicente del Barco, marquès del Sobroso, vescomte de Alquerforadat, vescomte de Ebol, príncep della Portella.

1. Va casar amb Luisa Ramona Fernández de Còrdova i Vora d'Aragó, filla de Francisco de Paula Fernández de Còrdova i Lasso de la Vega, XIX comte de la Pobla del Maestre, i de María Manuela de Vora d'Aragó i Nin de Zatrillas, marquesa de Peñafuerte. Li va succeir el seu cosí germà:

- Jaime de Silva i Cambell (1852-1926), fill d'Andrés Avelino de Silva i Fernández de Còrdova, VIII marquès de Rupit, XV duc de Lécera, XV duc d'Híxar, XI duc de Bournonville, VIII marquès de Rupit, marquès de Torres d'Aragó, marquès de Vilanant, XX comte de Salines, comte de Vallfogona, vescomte de Alquerforadat.

1. Va casar amb Agustina Mitjans i Manzanedo (1859-1956), filla de Francisco de Paula Mitjans i Colinó i de Josefa Manzanedo i Intentes, II marquesa de Manzanedo, Dama de la Reina Victoria Eugenia d'Espanya. Li va succeir el seu fill, per:

### Rehabilitació de 1921:[5]
- Jaime de Silva i Mitjans (n. en 1893-1976), IX marquès de Rupit, XVI duc de Lécera, XII duc de Bournonville, VIII marquès de Fuentehoyuelo (per rehabilitació en 1921), X marquès de les Torres, X marquès de Vilanant, (per rehabilitació al seu favor en 1921), XXI comte de Salines, VIII comte de Castellflorit, (rehabilitat al seu favor en 1921), i XXII vescomte de Alquerforadat, vescomte de Ebol, Gentilhombre Gran d'Espanya amb exercici i servitud del Rei Alfons XIII.

1. Va casar amb María del Rosari Agrela i Bé, II comtessa de Agrela, filla de Mariano Agrela i Moreno, I comte de Agrela i de Leticia Bueno Garzón, també Dama de la Reina Victòria Eugènia de Battenberg i íntima amiga i confident d'aquesta.

Van tenir per fills a:
1. José Guillermo de Silva i Agrela, que li va succeir com XIII duc de Bournonville, IV comte de Agrela, casat amb Glotia Mazorra i Romero, sense descendents. Li va succeir el seu germà Jaime:
2. Jaime de Silva i Agrela, que li va succeir com XVII duc de Lécera, etc. i va succeir, com a duc de Bournonville, al seu germà José Guillermo.
3. María del Rosari de Silva i Agrela, XI marquesa de Vilanant (per cessió del seu pare en 1945). Va casar amb Fernando D'Ornellas i Pardo..

- Jaime de Silva i Agrela (1910-1997), X marquès de Rupit, XVII duc de Lécera, XIV duc de Bournonville, IX marquès de Fontihoyuelo, XI marquès de les Torres, IX comte de Castellflorit, XXII comte de Salines, XVI comte de Vallfogona, IV comte de Agrela, vescomte de Alquerforadat.

1. Va casar amb Ana María de Mora i Aragón (1921-2006), filla de Gonzalo de Mora, IV marquès de Casa Riera, i germana de Fabiola de Mora i Aragòn, anterior reina consort dels belgues en casar-se amb Balduí de Bélgica.

Fills:
1. Álvaro de Silva i Mora, que li va succeir en el ducat de Bournonville, com XV duc.
2. Jaime de Silva i Mora, XVIII duc de Lécera, etc.
3. María del Perpetu Socors de Silva i Mora, XVII comtessa de Vallfogona, X marquesa de Fuentehoyuelo. Sense descendents.
4. Ana María de Silva i Mora, XI marquesa de Fontihoyuelo.
5. Francisco Javier de Silva i Mora, vescomte de Alquerforadat.
6. Ignacio de Silva i Mora, XIII marquès de les Torres.
7. Fabiola de Silva i Mora, XI marquesa de Rupit.
8. Francisco de Borja de Silva i Mora, X comte de Castellflorit.

- Fabiola de Silva i Mora (n. en 1957), XI marquesa de Rupit. (ACTUAL MARQUESA DE RUPIT)

## Nota
Els ducats de Híjar, d'Aliaga i de Lécera que havien estat portats, des de la seva creació pels mateixos titulars, se separen a partir del XII duc i es distribueixen entre els seus dos fills majors, sent:
1. El seu primogènit Cayetano de Silva i Fernández de Còrdova, va passar a ser XIII duc de Híjar, XIV duc de Lécera, IX duc de Bournonville, VIII duc de Almazán, XVI marquès d'Almenara, XXI vescomte de Ebol, etc., que va casar amb María de la Solitud de Bernuy i Valda. Li va succeir el seu fill Agustín de Silva i Bernuy XIV duc de Híjar, XV duc de Lécera, X duc de Bournonville, XV marquès d'Almenara, etc, que va morir sense descendents. Els drets van passar al seu oncle Andrés Avelino de Silva i Fernández de Còrdova, que els va transmetre a la seva pròpia descendència.
2. El seu segon fill, Andrés Avelino de Silva i Fernández de Còrdova, va passar a ser XIII duc d'Aliaga, XV comte de Palma del Río, XIV marquès d'Almenara.

D'altra banda, Andrés Avelino de Silva i Fernández de Còrdova, va heretar els drets als títols del seu nebot Agustín de Silva i Bernuy, dividint l'herència del seu nebot entre els seus propis fills Alfonso de Silva i Campbell, i Jaime de Silva i Campbell. Aquest últim va ser XV duc de Lécera, XI duc de Bournonville, etc.